# Стахановско движение
Стахановското движение е масово движение на последователи на Алексей Стаханов, новатори в производството, които си поставят за цел да увеличат производителността на труда, превишавайки установените норми на производство.

## История
Възниква през 1935 година и е наречено на миньора Алексей Стаханов от мина „Центральная-Ирмино“ (гр. Кадиевка, Луганска област, в Донбас). Той добива през нощта на 30 срещу 31 август същата година за смяна от 5 ч. 45 мин. 102 тона въглища при норма от 7 тона. Това постига, като въвежда разделение на труда – вместо всеки да върши всички дейности, той само копае, а други 2 работници укрепват шахтата; фактически изработката му не само покрива нормата на групата от тези 3 души, но дори я надвишава 5 пъти. На 19 септември същата година подобрява рекорда си до 227 тона за смяна.
Рекордите на Стаханов дават пример в СССР и поставят начало на Стахановското движение. Рекордът на самия Стаханов е подобрен на 1 февруари 1936 г. от Никита Изотов, добил 607 т. въглища за смяна. Скоро се разпространява и в други отрасли на съветската икономика.
Стахановското движение силно се поощрява материално с премии и се пропагандира от КПСС като нов етап на социалистическото съревнование и средство за повишаване на производителността на труда.
На 14 – 17 ноември 1935 г. в Кремъл се провежда първото всесъюзно съвещание на стахановците, където се подчертава значителната роля и заслуга на Стахановското движение за възстановяването на националното стопанство. Тогава прозвучава станалата впоследствие крилата фраза: „Започнахме да живеем по-добре, другари. Започнахме да живеем по-весело.“ („Жить стало лучше, товарищи. Жить стало веселее.“)
На пленум на ЦК на КПСС (1935) са обсъдени аспекти на развиващата се промишленост и транспортна система в светлината на Стахановското движение. В резолюцията на пленума се казва: „Стахановското движение означава организация на труда по нов модел на рационализиране на технологични процеси, правилното разпределение на труда, подобряване на работното място, осигуряване на бърз растеж на производителността на труда и осигуряване на значително нарастване на заплатите на работниците“.
В съответствие с решенията на пленума се организира широка мрежа от областни курсове за обучение на работниците. През 1936 г. няколко промишлено-технически конференции преразглеждат производствения капацитет на разни отрасли и увеличават техния производствен обем. Въвежда се стахановско съревнование във фабрики и заводи, разбити по периоди от 5, 10 и 30 дни. Управите на фабриките често създават стахановски бригади, достигали значително по-голям полезен коефициент.
Жените, участнички в Стахановското движение, са по-малко на брой от мъжете, но 1/4 от всички жени от профсъюза са обявени като работнички с по-голям коефициент на работа от зададената им норма.
Стахановското движение увеличава значително производителността на работниците. През Първата петилетка (1929 – 1932) производителността в промишлеността се покачва с 41%, а през следващата – с 82%. Статистическите доклади са причината за подтикването на втора вълна на движението.
Способства за нарастването на материалното благосъстояние на работниците, като повишава заработката и съответно равнището на работната заплата и парични награди. Например средната месечна заплата на миньорите в Караганда, ако през 1931 г. се приеме за 100%, то през 1935 г. тя е 288%, а през 1937 г. – 374 %.

## Стахановци
Сред изтъкнатите дейци на движението освен самия Стаханов и Никита Изотов са също Макар Мазай (металургия), Иван Гудов (машиностроене), Александър Басигин (автомобилна промишленост), Николай Сметанин (обувна промишленост), Евдокия и Мария Виноградови (текстилна промишленост), Пьотър Кривонос (транспорт), Прасковя Ангелина (селско стопанство) и мн. др.

## Памет
За увековечаване на Стахановското движение и на А. Стаханов редица обекти са наречени на тях:
- Град Жуковский, Московска област се нарича Стаханово от 1938 до 1947 г.
- Град Кадиевка, Луганска област, където започва движението, става Стаханов от 16 февруари 1978 г.
- над 20 улици в СССР, мост в Рига, железопътна спирка и др.

На тях са посветени изследвания, книги, творби на изкуството – паметници, картини, пощенски марки и др.

## Култура след 1990 г.
В съвременния език изразите „стахановски труд“, „стахановски усилия“, „стахановски устрем“ се използват иронично за много голяма продължителност или напрежение на работа, с негативна оценка, че всъщност това не съотвества на редовното и нормалното, а може да преследва и друга цел.